# Eduardo Rubiño
Eduardo Fernández Rubiño (sinh ngày 13 tháng 9 năm 1991) là một nhà hoạt động, chính khách Tây Ban Nha và là nghị sĩ Hội đồng Madrid và cựu nghị sĩ Thượng viện Tây Ban Nha.

## Đầu đời
Rubiño sinh ngày 13 tháng 9 năm 1991 tại Madrid. Anh là con trai của triết gia và học thuật Carlos Fernández Liria. Anh có bằng triết học tại Đại học Complutense Madrid (UCM). Anh là thành viên của Đoàn sinh viên trung ương (Delegación Central de Estudiantes) tại UCM. Anh là một sinh viên LGBT và nhà hoạt động Thanh niên tương lai (Juventud Sin Futuro). Anh là một trong những người lãnh đạo phong trào chống thắt lưng buộc bụng 15-M tại UCM.

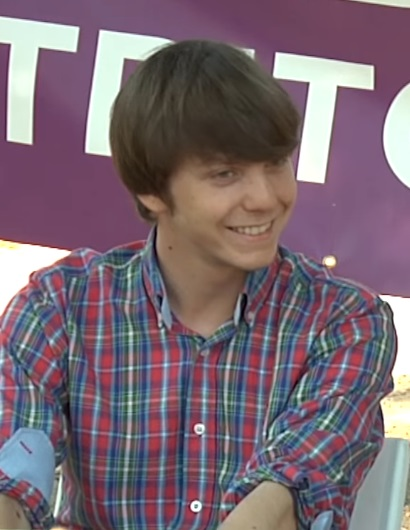
Rubiño năm 2016

## Sự nghiệp
Rubiño làm quản lý cộng đồng. Anh chịu trách nhiệm về mạng xã hội cho Podemos từ năm 2014 đến năm 2017. Anh là cố vấn truyền thông trực tuyến cho MEP Pablo Iglesias Turrión. Anh đã đóng góp cho cuốn sách năm 2014 của Iglesias Ganar o Morir: Lecciones Políticas en Juego de Tronos.
Rubiño đã tranh cử trong cuộc bầu cử khu vực năm 2015 với tư cách là một ứng cử viên Podemos trong Cộng đồng Madrid và được bầu vào Hội đồng Madrid. Sau cuộc chia rẽ giữa Iglesias và Íñigo Errejón, Rubiño gia nhập Más Madrid của Errejón. Anh đã tái đắc cử tại cuộc bầu cử khu vực năm 2019.
Vào tháng 7 năm 2019 Rubiño được Hội đồng Madrid bổ nhiệm vào Thượng viện Tây Ban Nha. Anh rời vị trí này vào tháng 7 năm 2021.

## Đời tư
Rubiño là người đồng tính công khai. Vào tháng 6 năm 2018, anh đã bị kì thị đồng tính lạm dụng tại ga tàu điện ngầm Lavapiés, trong khi ôm bạn trai của mình, ai đó đã hét lên "thằng bóng" (maricón de mierda).

## Lịch sử bầu cử
| Bầu cử           | Khu vực          | Đảng | Đảng       | Số | Kết quả |
| ---------------- | ---------------- | ---- | ---------- | -- | ------- |
| Khu vực năm 2015 | Cộng đồng Madrid |      | Podemos    | 27 | Đắc cử  |
| Khu vực năm 2019 | Cộng đồng Madrid |      | Más Madrid | 13 | Đắc cử  |